# Individualistischer Anarchismus
Der individualistische Anarchismus (auch Individualanarchismus genannt) ist eine im 19. Jahrhundert in Nordamerika entstandene Denktradition, welche die Autonomie des Individuums betont und in Opposition zum kollektivistischen Anarchismus steht. Als sein hauptsächlicher Begründer gilt Benjamin Tucker. Der individualistische Anarchismus kann als Extremform des Liberalismus angesehen werden.

## Ideen
Vertreter des individualistischen Anarchismus sehen den Staat und jede institutionalisierte (gezwungene) Form von Über- und Unterordnung als Haupthindernisse für eine freie Gesellschaft aller. In ihren Augen schränkt er die Gesellschaftsmitglieder unnötig ein, stützt Privilegien und ermöglicht Monopole (unter anderem das Geld-, Boden-, Zoll- und Patentmonopol). Das Gewaltmonopol des Staates verzerrt demzufolge den Arbeitsmarkt zu Lasten der Nichtprivilegierten, die deshalb nicht den natürlichen Lohn für ihre Arbeit erhalten, das heißt, dass sie um einen Großteil des Ertrags ihrer Arbeit betrogen werden und dass ihr Existenzminimum nicht gesichert ist. Den Staat gilt es abzuschaffen, um ein Optimum an Freiheit und Gerechtigkeit zu erzielen. Alle erwünschten gesellschaftlichen Aufgaben würden ohne Monopole und bei freiem Wettbewerb besser und effektiver erfüllt werden. Zudem wäre die Beteiligung an den Aufgaben freiwillig und nicht erzwungen, was in der Tradition der Forderungen der US-amerikanischen Unabhängigkeitsbewegung steht.
Der individualistische Anarchismus lehnt Gewaltanwendung ab und setzt auf Aufklärung der Bevölkerung, hält also eine Revolution nicht unbedingt für zielführend. Seine Anhänger hielten im 19. und 20. Jahrhundert z. B. die Steuerverweigerung für ein geeignetes Kampfmittel.
Vereinzelt werden auch Anarchokapitalismus und Libertarismus dem Individualanarchismus zugeordnet und als moderne Variante oder Weiterentwicklung des Individualanarchismus verstanden – wenngleich von Seiten klassischer Anarchisten meist jede Nähe zu diesen marktradikalen Konzepten abgelehnt wird.

## Geschichte

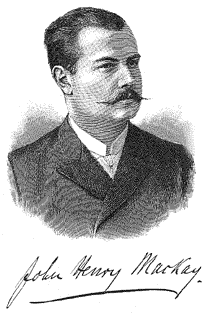
John Henry Mackay

Wichtige Vorläufer des individualistischen Anarchismus waren die nordamerikanischen Schriftsteller Josiah Warren, Lysander Spooner, Stephen Pearl Andrews, Henry David Thoreau und Ezra Heywood.
Als Begründer, Namensgeber und durch seine Zeitschrift Liberty einflussreichste Vertreter des individualistischen Anarchismus gilt Benjamin Tucker, der auch auf europäische Autoren, anfangs auf Proudhon, später stärker auf Max Stirner, zurückgriff. – Max Stirner selbst, der den Begriff „Anarchist“ nur als Selbstbezeichnung von Proudhon (1840 in Qu’est-ce que la propriété?) kannte, äußerte sich kritisch zu ihm. Er nahm allerdings die Kritik am später entstandenen individualistischen Anarchismus implizit bereits vorweg, indem er die Forderung nach äußerer Freiheit für innerlich unfreie Menschen als inkonsequent ablehnte.
In Frankreich vertraten in der ersten Hälfte des zwanzigsten Jahrhunderts Émile Armand, Han Ryner und Albert Libertad eine individualanarchistische Position, in Russland Alexei Borovoi und Lew Tschorny, in Italien Renzo Novatore. In England hatte der Individualistische Anarchismus ab ca. 1960 in Sidney E. Parker einen aktiven Vertreter.
In Deutschland vertraten der Dichter und Schriftsteller John Henry Mackay, der sich hauptsächlich auf Max Stirner berief und mit Tucker befreundet war, sowie im Anschluss an ihn in den 1970er Jahren Kurt Zube, den individualistischen Anarchismus. Die 1919 gegründete und sporadisch bis 1925 erschienene Zeitschrift Der Einzige vertrat ebenfalls eine individualanarchistische Position.

### Bücher
- John Henry Mackay: Max Stirner – sein Leben und sein Werk. Berlin 1898, erw. 1910, erw. 1914; Repr. 1977 im Verlag der Mackay-Gesellschaft; ISBN 3-921388-16-3.
- Uwe Timm: Max Stirner – Ein Ärgernis? In: Jochen Knoblauch, Peter Peterson (Hrsg.): Ich hab’ Mein’ Sach’ auf Nichts gestellt. Texte zur Aktualität Max Stirners. Karin Kramer Verlag, Berlin 1996; ISBN 3-87956-212-1.
- Günter Bartsch: Anarchismus in Deutschland. 1945–1965. Band 1. Die Zeitschriften: Mahnruf junger Individualisten; Seite 235–236 und Der junge Antiautoritäre, Seite 229, 236–237. Fackelträger-Verlag, Hannover 1972; ISBN 3-7716-1331-0

### Zeitschriften
- H. Gebert (Hrsg.): Der Anarchist. Hamburg 1921
- Benedict Lachmann (Hrsg.): Der individualistische Anarchist. 1919, 12 Ausgaben.
- Bernhard Zack (Hrsg.): Korrespondenzblatt der Vereinigung individualistischer Anarchisten. 1911
- John Henry Mackay, Bernhard Zack (Hrsg.): Propaganda des individualistischen Anarchismus (in deutscher Sprache), Schriftenreihe. 1907–1919
- Anselm Ruest (Hrsg.): Der Einzige; erschien, mit Unterbrechungen, 1919–1925. Nachdruck aller Ausgaben in einem Band: München, Kraus Reprint 1980
- Uwe Timm (Hrsg.): Mahnruf junger Individualisten. Hamburg 1954
- Uwe Timm, Willy Huppertz (Hrsg.): Der junge Antiautoritäre. Mülheim/R., 1954–1955